# Queens of the Stone Age (album)
Queens of the Stone Age - debiutancki album grupy Queens of the Stone Age wydany w 1998 roku.

## Lista utworów
1. "Regular John" - 4:35
2. "Avon" - 3:22
3. "If Only" - 3:20
4. "Walkin' on the Sidewalks" - 5:03
5. "You Would Know" - 4:16
6. "How to Handle a Rope" - 3:30
7. "Mexicola" - 4:54
8. "Hispanic Impressions" - 2:44
9. "You Can't Quit Me Baby" - 6:33
10. "Give the Mule What He Wants" - 3:09
11. "I Was a Teenage Hand Model" - 5:01